# Биомеханика (театър)
 Тази статия е за театралната дисциплина.  За научната дисциплина вижте Биомеханика.  
Биомеханика е театрално направление в режисурата и термин, въведен от Всеволод Мейерхолд, за да опише система от упражнения, насочени към развиване на физическата готовност на тялото на актьора за незабавно изпълнение на поставената му актьорска задача.
Биомеханиката се стреми да установи експериментално законите на движението на актьора на сцената, като изработва тренировъчни упражнения за актьора въз основа на нормите на човешкото поведение. 
През учебната 1918 – 1919 г., въз основа на курсовете за сценични умения, основани от Майерхолд и актьора Леонид Вивиен в Петроград, се въвежда курс по „биомеханика“ като гимнастика за актьори. Преподава се от д-р Петров, ученик на ПФ Лесгафт, от чиято школа произлиза терминът „биомеханика“.  Терминът идва по вкуса на Майерхолд и след преместването му в началото на 1920-те. в Москва самият той започва да преподава „биомеханика“ като „система“ от сценично движение в Държавния висш театър на театрите (Държавни висши театрални работилници). Той основава тази „система“ на концепциите на У. Джеймс за първенството на физическата реакция спрямо емоционалната реакция, В. М. Бехтерев за комбинираните рефлекси и Ф. У. Тейлър за оптимизирането на труда. 12 юни 1922 г. Докладът на Мейерхолд е представен в Малката зала на Московската консерватория, публикуван по-късно под заглавието „Актьор на бъдещето и биомеханика“. След лекцията учениците от Държавния висок театрален музей демонстрират седем упражнения по театрална биомеханика.

## Тейлоризация на театъра
Американският инженер Ф. У. Тейлър разработва метод за научна организация на труда, който включва по-специално икономия на физическа сила чрез изхвърляне на ненужни, непродуктивни движения, ритъм, правилно намиране на центъра на тежестта и стабилност, спестяване на време. Въз основа на това Мейерхолд изисква от актьора да изпълнява определени задачи „икономия на изразните средства, която гарантира точността на движенията, допринасяйки за бързото изпълнение на задачата. За това актьорът се нуждае от физическия му апарат (тялото) да бъде постоянно в готовност. За да овладеете основите на биомеханиката, трябва точно да усети центъра на тежестта на тялото си, да може да концентрира вниманието, визуално избирайки точка; и също така има добра координация на движенията.
Мейерхолд критикува предложения от Станиславски метод на преживяване, когато актьорът отива към ролята отвътре и настоява за обратния път – отвън към вътрешното съдържание на ролята. Така че, за разлика от метода на Станиславски, чийто герой вижда, например куче, след това се уплашва (психологическа оценка), след това бяга от него, според Майерхолд, човекът първо бяга (физическа, рефлексна реакция) и едва след това е уплашен (осведоменост и анализ) ... Проучванията на Мейерхолд в областта на италианския фолклорен театър, където изразителността на движението на тялото, позата и жестовете играят важна роля при създаването на представление, го убеждават, че интуитивният подход към дадена роля трябва да бъде предшестван от нейното предварително отразяване като цяло, от отвън, съответно през три етапа, намерението е изпълнение – реакция (т.нар. игрова връзка). Също така, основите на биомеханиката на Мейерхолд се основават на развитието на ритмичните упражнения на Жак-Далкроз.
В съвременния театър биомеханиката е един от съществените елементи на обучението на актьора.